# Дямбава
Дямбава (лит. Dembava) — деревня в Паневежском районе Литвы, в 3 км к востоку от Паневежиса, фактически восточная окраина города. Крупнейший населенный пункт Паневежского района.

## История
С XVIII до начала XX века село было фольварком местного помещика.
В селе сохранились могилы русских солдат погибших в Первой мировой войне.
После Второй мировой войны в сосновом бору возле села захоронены убитые литовские повстанцы, в память о которых в 1991 году установлен крест и памятный камень.
С 1953 по 1993 год в селе располагалась центральная усадьба садоводческого совхоза. В 1991 году была построена общеобразовательная школа.

## География

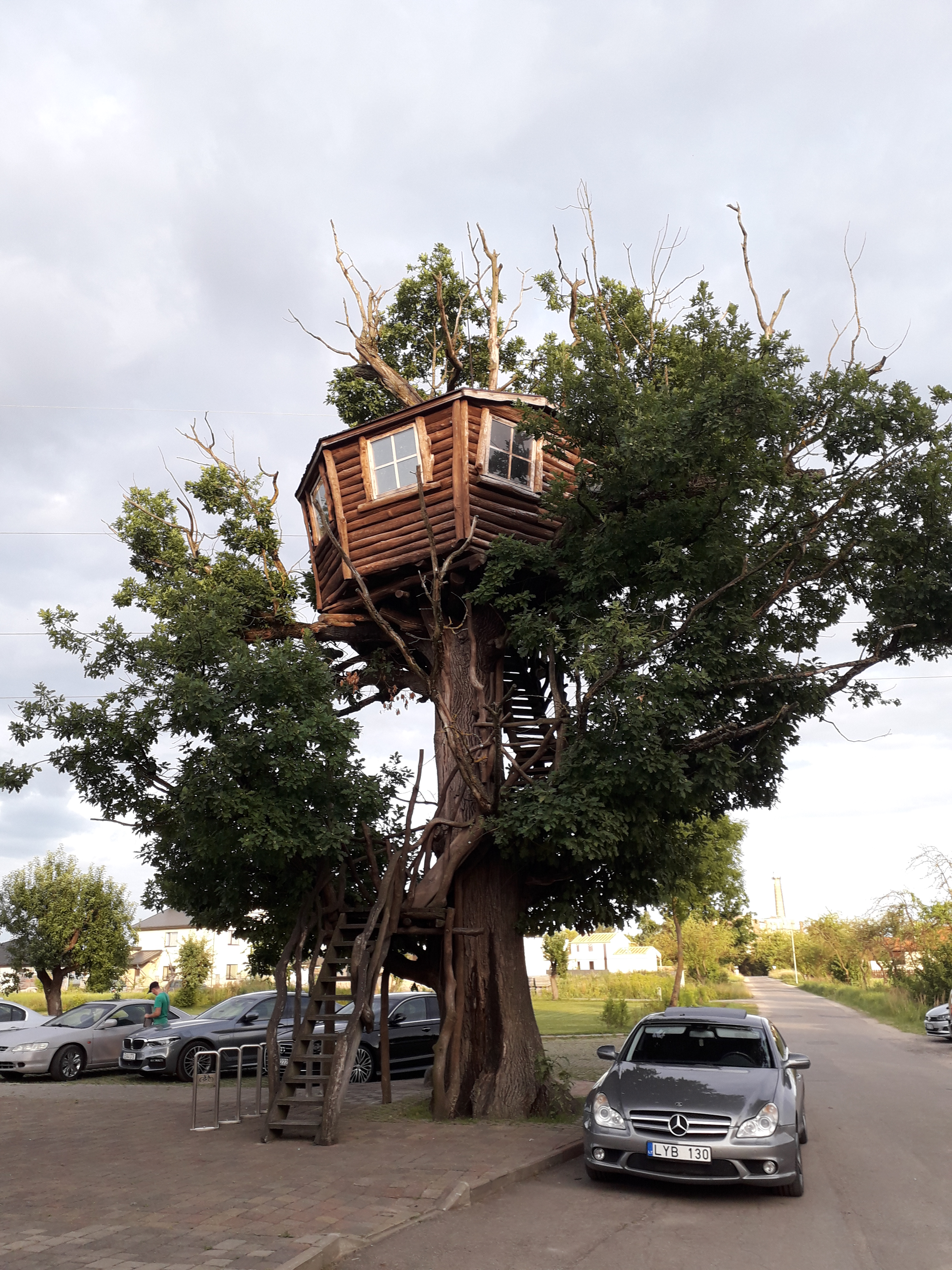
Дом на дереве 1975 года постройки.

Дямбава расположена на левом берегу реки Невежис, на территории села расположено много мест для купания. Берега реки Невежис со стороны Дямбавы мелководны, местами выложены бетонными блоками, чтобы волны не ударялись о берег. Дямбава отделена от города Паневежис Станюнайским лесом – смешанным лесом площадью 102 га. В лесу большие площади занимают заболоченные места. Лес характеризуется высоким процентом лиственных деревьев, обилием берёз и дубов. Большую часть территории села раньше занимали луга и кустарники, которые позже были вырублены и заменены новыми жилыми кварталами. Рельеф в поселке равнинный, холмов и понижений нет.

## Галерея

Панорама села